# 1974-es labdarúgó-világbajnokság-selejtező (UEFA – 5. csoport)
Az 1974-es labdarúgó-világbajnokság európai 5. selejtezőcsoportjának mérkőzéseit, és a csoport végeredményét tartalmazó lapja. A csoportban körmérkőzéses, oda-visszavágós rendszerben játszottak egymással a labdarúgó-válogatottak. A selejtezőket 1972. november 15. és 1973. október 13. között rendezték. A csoport győztese automatikus résztvevője lett az 1974-es labdarúgó-világbajnokságnak.
A csoportban Anglia, Lengyelország és Wales szerepelt.
Lengyelország jutott ki az 1974-es világbajnokságra.

## Tabella
| Hely. | Csapat        | M | Gy | D | V | G+ | G– | Gk | P | Továbbjutás                          |     | Lengyelország | Anglia | Wales |
| ----- | ------------- | - | -- | - | - | -- | -- | -- | - | ------------------------------------ | --- | ------------- | ------ | ----- |
| 1.    | Lengyelország | 4 | 2  | 1 | 1 | 6  | 3  | +3 | 5 | Kijutott az 1974-es világbajnokságra |     | —             | 2–0    | 3–0   |
| 2.    | Anglia        | 4 | 1  | 2 | 1 | 3  | 4  | −1 | 4 |                                      |     | 1–1           | —      | 1–1   |
| 3.    | Wales         | 4 | 1  | 1 | 2 | 3  | 5  | −2 | 3 |                                      | 2–0 | 0–1           | —      |       |

## Mérkőzések
| 1972. november 15. |

| Wales | 0–1         | Anglia   |
| ----- | ----------- | -------- |
|       | Jegyzőkönyv | Bell 35' |

| Ninian Park, Cardiff Nézőszám: 36 384 Játékvezető: William Mullen (skót) |

| 1973. január 24. |

| Anglia     | 1–1         | Wales       |
| ---------- | ----------- | ----------- |
| Hunter 41' | Jegyzőkönyv | Toshack 23' |

| Wembley Stadion, London Nézőszám: 62 272 Játékvezető: Malcolm Wright (északír) |

| 1973. március 28. |

| Wales                | 2–0         | Lengyelország |
| -------------------- | ----------- | ------------- |
| James 46' Hockey 85' | Jegyzőkönyv |               |

| Ninian Park, Cardiff Nézőszám: 12 753 Játékvezető: Antonio Rigo Sureda (spanyol) |

| 1973. június 6. |

| Lengyelország           | 2–0         | Anglia |
| ----------------------- | ----------- | ------ |
| Gadocha 7' Lubański 47' | Jegyzőkönyv |        |

| Sziléziai Stadion, Chorzów Nézőszám: 73 714 Játékvezető: Paul Schiller (osztrák) |

| 1973. szeptember 26. |

| Lengyelország                     | 3–0         | Wales |
| --------------------------------- | ----------- | ----- |
| Gadocha 29' Lato 34' Domarski 53' | Jegyzőkönyv |       |

| Sziléziai Stadion, Chorzów Nézőszám: 70 181 Játékvezető: Ove Dahlberg (svéd) |

| 1973. október 17. |

| Anglia                | 1–1         | Lengyelország |
| --------------------- | ----------- | ------------- |
| Clarke 63' (11-esből) | Jegyzőkönyv | Domarski 57'  |

| Wembley Stadion, London Nézőszám: 90 587 Játékvezető: Vital Loraux (belga) |